# 2620 Santana
2620 Santana eller 1980 TN är en asteroid i huvudbältet som upptäcktes den 3 oktober 1980 av den tjeckiske astronomen Zdeňka Vávrová vid Kleť-observatoriet. Den är uppkallad efter musikern Carlos Santana.
Den tillhör asteroidgruppen Koronis.